# Malawi Congress Party
Die Malawi Congress Party (MCP) ist eine politische Partei in Malawi. Sie ging nach der Unabhängigkeitserklärung des damaligen Nyasalands aus dem Nyasaland African Congress hervor und kann als ihre Nachfolgerpartei verstanden werden. Lange war sie unter Präsident Hastings Banda die einzig zugelassene Partei bei Wahlen zwischen 1966 und 1993. Seit 2020 stellt sie mit Lazarus Chakwera seinen zweiten Präsidenten nach 26 Jahren ohne Wahlerfolg.

## Geschichte

### Ursprünge der Partei
Die Wurzeln der Malawi Congress Party (MCP) reichen bis in die frühen politischen Bewegungen des 20. Jahrhunderts zurück. Bereits 1912 entstanden in Nyasaland, dem heutigen Malawi, sogenannte Native Associations. Diese politischen Gruppen reagierten auf die britische Kolonialherrschaft und die Implementierung der District Administration (Native) Ordinance, die die Rolle der traditionellen Häuptlinge (Chiefs) als verlängerten Arm der Kolonialverwaltung festlegte.
Die Native Associations wurden von gebildeten Einheimischen wie Lehrern, Verwaltungsangestellten und kirchlichen Würdenträgern geführt. Ihr Hauptziel war es, zwischen der afrikanischen Bevölkerung und der Kolonialregierung zu vermitteln und deren Anliegen zu vertreten. Sie arbeiteten nicht auf Stammesbasis, sondern konzentrierten sich auf lokale Probleme und soziale Missstände. Trotz eines frühen Nationalbewusstseins waren sie jedoch nicht revolutionär ausgerichtet und blieben in ihrer Wirkung begrenzt, da sie keine breite Massenunterstützung fanden.
In den 1930er Jahren begann die Bedeutung der Native Associations abzunehmen, da die Kolonialregierung vermehrt auf indirekte Herrschaft setzte und den politischen Einfluss der Gruppen beschnitt. Ihr politische Gedanke lebte jedoch weiter und führte schließlich zur Gründung des Nyasaland African Congress (NAC).

### Der Nyasaland African Congress
Der NAC wurde 1943 durch James Frederick Sangala und Levi Mumba gegründet. Zunächst als Nyasaland Educated African Council ins Leben gerufen, wurde die Organisation später in Nyasaland African Association (Ny.A.A.) umbenannt, bevor sie sich als NAC formierte. Ihr Ziel war es, Afrikaner politisch zu vereinen und für ihre Rechte sowie für den Fortschritt des Landes einzutreten.
Die britische Kolonialverwaltung betrachtete den NAC zunächst wohlwollend. Allerdings führten Aussagen, die einen Kampf für Freiheit und Unabhängigkeit betonten, zu wachsenden Spannungen mit den Kolonialbehörden. Der NAC kritisierte zudem die Rolle der christlichen Missionen, da sie nicht ausreichend zur Verbesserung der Lebensbedingungen der einheimischen Bevölkerung beitrugen.
Ein weiterer entscheidender Faktor war der wachsende Widerstand gegen die geplante politische Fusion Nyasalands mit den benachbarten Rhodesien, was viele Bewohner des Nyassalands als Bedrohung ihrer Zukunft betrachteten. Diese Entwicklungen führten schließlich dazu, dass der NAC zunehmend einen radikaleren Ansatz des Widerstands verfolgte. Durch gewaltsame Repression, Inhaftierungen vieler NAC-Führer und schließlich dem Verbot der NAC versuchte die britische Kolonialherrschaft, diesen Prozess aufzuhalten.

### Die Gründung der Malawi Congress Party
Aus dem Verbot der NAC ging 1959 die Malawi Congress Party hervor. Aufgrund des anhaltenden Drucks gaben die Briten schließlich ihre Pläne zur administrativen Zusammenlegung auf und leiteten schrittweise Liberalisierungsmaßnahmen ein. Mit der Rückkehr von Dr. Hastings Kamuzu Banda aus dem Exil in 1958 erhielt die Bewegung eine charismatische Leitfigur, die den Kampf um Unabhängigkeit intensivierte.
Banda wurde schnell zur zentralen Figur der MCP und führte sie als wichtigste politische Kraft Nyasalands zur Unabhängigkeit Malawis im Jahr 1964. Mit der Einführung einer Einparteienherrschaft 1966 wurde die MCP zur einzig legalen politischen Partei des Landes, wodurch sie die politische Landschaft Malawis über Jahrzehnte dominierte.

### Einparteienherrschaft unter der MCP (1966–1994)
Von 1966 bis 1994 regierte die MCP unter der Führung von Dr. Banda als Einheitspartei. Die politische Kontrolle umfasste alle gesellschaftlichen Bereiche, von Bildung über Medien bis hin zur Geschichtsschreibung. Die offizielle Darstellung der malawischen Geschichte wurde so geformt, dass Bandas Rolle als Befreier und Vater der Nation hervorgehoben wurde, während die Verdienste anderer nationalistischer Führer in den Hintergrund traten.
Diese Zeit war geprägt von starker Repression politischer Gegner, Zensur und der Nutzung kultureller Symbole zur Festigung der Macht der MCP. Oppositionelle wurden verfolgt, und die Partei prägte das politische und gesellschaftliche Leben des Landes in nahezu allen Bereichen.

### Der Übergang zur Mehrparteien-Demokratie (1994)
Mit dem Ende des Kalten Krieges und dem wachsenden Druck internationaler Organisationen wurde in Malawi 1993 ein Referendum zur Einführung eines Mehrparteiensystems abgehalten. Die Mehrheit der Bevölkerung sprach sich gegen die Einparteienherrschaft aus, was zur ersten freien Wahl 1994 führte. Die MCP verlor gegen die United Democratic Front (UDF), und Banda zog sich aus der Politik zurück.
Gwanda Chakuamba übernahm die Parteiführung, doch interne Konflikte schwächten die MCP. Die Partei erlebte mehrere Abspaltungen, darunter die Gründung der New Congress for Democracy (NCD) und der Republican Party. Trotz dieser Herausforderungen blieb die MCP eine bedeutende politische Kraft in Malawi.

### Herausforderungen und politische Allianzen in der demokratischen Ära
Seit 1994 hat die MCP zahlreiche interne Konflikte durchlebt, insbesondere über strategische Fragen und die Parteiführung. Zwar blieb die MCP eine bedeutende politische Kraft im Land, doch musste sie lernen, Kompromisse einzugehen und Allianzen zu schmieden. Wichtige Beispiele hierfür sind die Zusammenarbeit mit der Alliance for Democracy (AFORD) im Jahr 1999 sowie die Tonse-Allianz mit der United Transformation Movement (UTM) im Jahr 2019, mit der die Regierungspartei herausgefordert wurde. Mit dem Sieg bei den Präsidentschaftswahlen 2020 stellt die MCP erstmals seit den ersten freien Wahlen wieder das malawische Staatsoberhaupt.

## Parteipräsidenten
| Präsident        | Präsident                                            | Beginn der Amtszeit | Ende der Amtszeit |
| ---------------- | ---------------------------------------------------- | ------------------- | ----------------- |
| Hastings Banda   | Hastings Banda Präsident 1964 bis 1994               | 1964                | 1994              |
| Gwanda Chakuamba | Gwanda Chakuamba                                     | 1994                | 2003              |
| John Tembo       | John Tembo                                           | 2003                | 2013              |
| Lazarus Chakwera | Lazarus Chakwera Staatspräsident in Malawi seit 2020 | 2013                | amtierend         |

## Präsidentschaftswahlen
| Wahlen | Parteikandidat   | Stimmen   | %     | Ergebnis |
| ------ | ---------------- | --------- | ----- | -------- |
| 1994   | Hastings Banda   | 996.353   | 33,44 | verloren |
| 1999   | Gwanda Chakuamba | 2.106.790 | 45,21 | verloren |
| 2004   | John Tembo       | 937.965   | 28,22 | verloren |
| 2009   | John Tembo       | 1.365.672 | 30,49 | verloren |
| 2014   | Lazarus Chakwera | 1.455.880 | 27,8  | verloren |
| 2019   | Lazarus Chakwera | 1.781.740 | 35,41 | verloren |
| 2020   | Lazarus Chakwera | 2.604.043 | 58,6  | gewonnen |